# Teatro degli Industri
Il Teatro degli Industri è uno dei principali teatri di Grosseto e dell'omonima provincia. È monumento nazionale italiano.
L'edificio si trova lungo via Mazzini, la strada che segue parallelamente le mura della città lungo il lato sud-occidentale e nord-occidentale.

## Storia
L'origine del teatro è da ricercare in quel primo salone fatto costruire agli inizi del XIX secolo dalla locale Accademia degli Industri. I grossetani Giacomo Stefanopoli e Giovanni Tognetti acquistarono l'edificio circolare della "quarconia", adibito a ostello per pellegrini, al fine di trasformarlo in sala teatrale; del progetto venne incaricato l'ingegnere Giacomo Passerini. La sala era capace di ospitare circa cinquecento persone tra la platea, circondata da portico, e i trentasei palchi su due ordini. Inaugurato con il titolo di Regio il 3 gennaio 1819, il teatro divenne subito un punto di riferimento culturale per la città, ospitando spettacoli di prosa, opere liriche, balletti e altri eventi. Il salone da ballo, inoltre, vide la visita di personalità illustri come la granduchessa Maria Antonietta e il granduca Leopoldo II.
Dopo alcune modifiche ai palchi, realizzate nel 1869, il teatro fu interessato da un consistente piano di ampliamento e ristrutturazione fra il 1888 e il 1892, su progetto dell'architetto senese Augusto Corbi e sotto la direzione dell'ingegnere Ferdinando Ponticelli: fu realizzata una sala a ferro di cavallo, per ottocento spettatori, con cinquantasei palchi distribuiti su tre ordini. Il nuovo teatro venne inaugurato il 23 febbraio 1892.
Passato alla gestione privata della ditta Bernieri, nel 1928 il fabbricato subì alcuni restauri all'ingresso, al bar e alla hall, oltre al completo rifacimento della facciata. Nel 1938 l'Accademia degli Industri cedette anche la proprietà al Comune che, soprattutto nel secondo dopoguerra, incrementò l'utilizzo della sala per la proiezione di spettacoli cinematografici. I danni riportati nel corso dell'alluvione del 1966 obbligarono ad un consistente intervento di recupero progettato dall'architetto Giuliano Bernardini, il quale ha riportato il teatro alla sua fisionomia originaria con consistenti lavori non solo di restauro, ma anche di radicale rifacimento delle coperture prospicienti via Mazzini.
Fra il 1989 e il 1990, nell'ambito del progetto integrato "Regione Toscana-FIO" per il restauro dei teatri, iniziano, sotto la direzione dell'ingegnere Giancarlo Fedeli, ulteriori lavori di restauro e adeguamento alla nuova normativa sulla sicurezza. La riapertura avvenne nel 1997. Dopo quest'ultimo investimento comunale, il teatro ha ripreso la sua funzione di spazio culturale cittadino con una particolare vocazione per la prosa.

## Descrizione
L'edificio che ospita il Teatro degli Industri, disposto su due livelli, presenta la facciata principale rivestita da intonaco, con tre portoni d'ingresso sovrastati da archi a tutto sesto e 4 lesene, due che separano il portone principale dai portoni laterali destro e sinistro e due collocate tra ognuno dei due portoni laterali e la rispettiva estremità della facciata: tutte e 4 le lesene culminano con capitelli che sostengono, in tutto, 3 timpani aperti all'estremità inferiore (uno centrale e due laterali).
In ciascuna delle tre partizioni della facciata principale, sopra ad ogni portone d'ingresso, si trova una mensola cordonata che anticipa la soprastante finestra rettangolare; tra la parte superiore delle tre finestre e i timpani sommitali sono collocate maschere e ghirlande in pietra.